# Juan Crisóstomo Albarracín
Juan Crisóstomo Albarracín (San Juan, 21 de noviembre de 1841 - 9 de julio de 1899) fue un jurista y político argentino, que ejerció el cargo de Ministro de Justicia e Instrucción Pública durante la presidencia de Domingo Faustino Sarmiento.
Recibido de abogado en la Universidad Nacional de Córdoba en 1866, al regresar a su provincia fue nombrado ministro de la Cámara de Justicia de la misma. En 1869 fue nombrado presidente del Superior Tribunal de Justicia de San Juan. Tres años más tarde fue juez federal en la ciudad de Mendoza.
En 1873, el presidente Sarmiento lo nombró Ministro de Justicia e Instrucción Pública, cargo que ejerció hasta el año siguiente, y desde el cual modernizó el sistema de juzgados federales del país.
En 1877 fue presidente del Consejo Provincial de Educación en su provincia. Posteriormente sería ministro de educación de San Juan y rector del Colegio Nacional de su ciudad natal.
Falleció en San Juan el 9 de julio de 1899.